# Palazzo Pubblico (San Marino)

Parliament San Marino

Der Palazzo Pubblico in San Marino ist zugleich Rathaus sowie Sitz des Consiglio Grande e Generale, des Parlaments und der Regierung des Kleinstaats, der Capitani Reggenti, des Consiglio dei XII und des Congresso di Stato.
Der Neorenaissance-Palast steht auf dem Monte Titano; er wurde in den Jahren 1884 bis 1894 errichtet, sein Vorgängerbau stammt aus den Jahren 1380 bis 1392. Eine letzte Restaurierung wurde im September 1996 durch Gae Aulenti beendet.
Der Status UNESCO-Weltkulturerbe hat dazu beigetragen, dass das historische Zentrum, in dem sich der Palazzo Pubblico befindet, 2013 zum autofreien Gebiet erklärt wurde.
Der Palazzo ist auf dem Revers von San Marinos Zwei-Euro-Münze abgebildet.

## Statua della Libertà
Auf der dem Palazzo vorgelagerten Piazza della Libertà steht die Statua della Libertà (Freiheitsstatue). Sie besteht aus weißem Carrara-Marmor. Sie ist ein Werk des Bildhauers Stefano Galletti und geht auf eine Spende der Gräfin Otilia Heyroth Wagener aus Berlin im Jahre 1876 zurück. Ihre Gestaltung entspricht der einer klassischen Stadtgöttin: sie zeigt eine entschlossen vorwärts schreitende Kriegerin. In ihrer linken Hand hält sie eine Flagge San Marinos, ihre rechte streckt sie beschützend vor. Auf ihrem Kopf trägt sie eine Mauerkrone, ein typisches Symbol städtischer Selbstbestimmung.
Die Freiheitsstatue, die vor dem Regierungssitz steht, ist auf der 2 Cent-Münze San Marinos dargestellt.

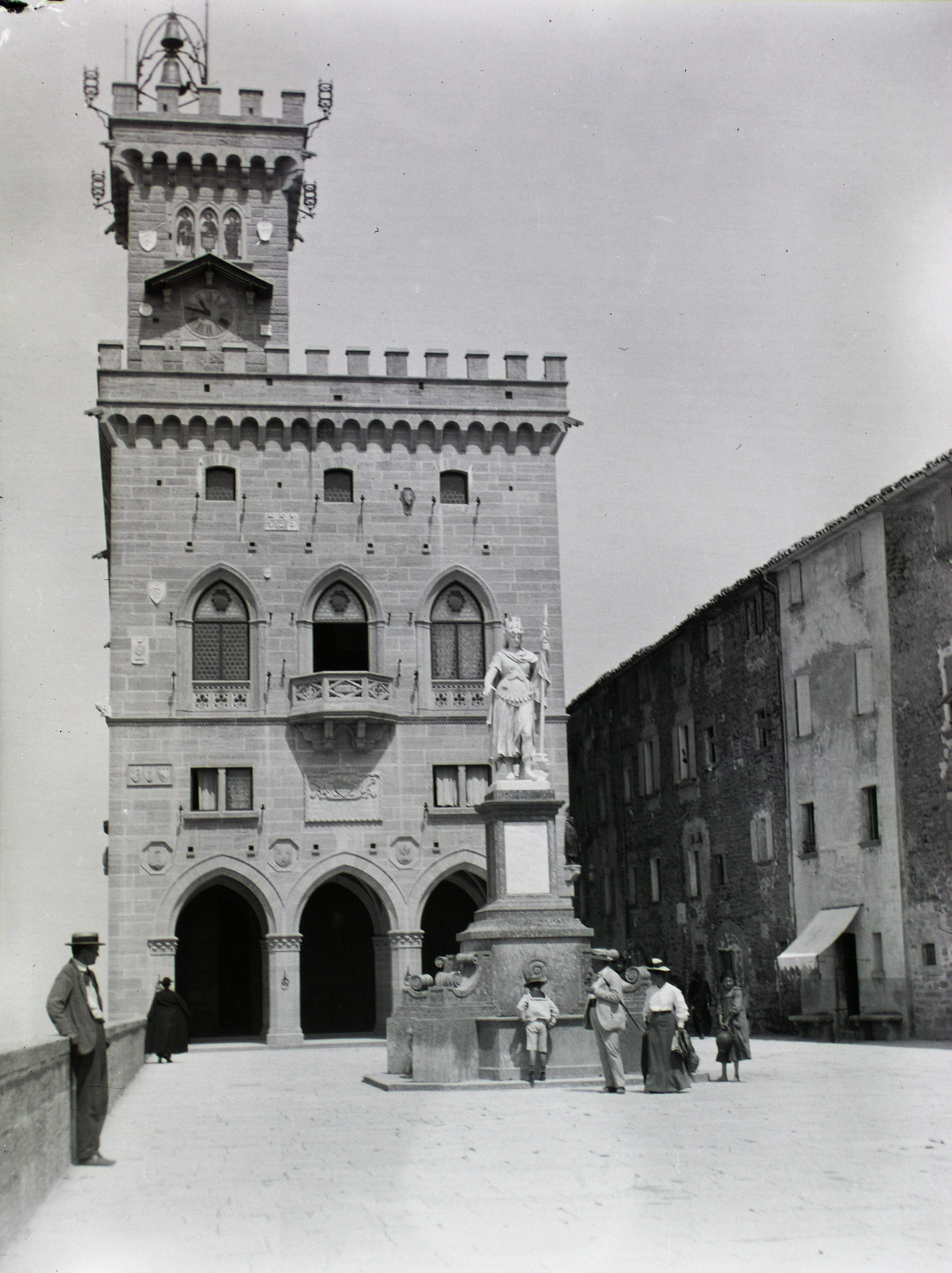
Historische Aufnahme von 1910
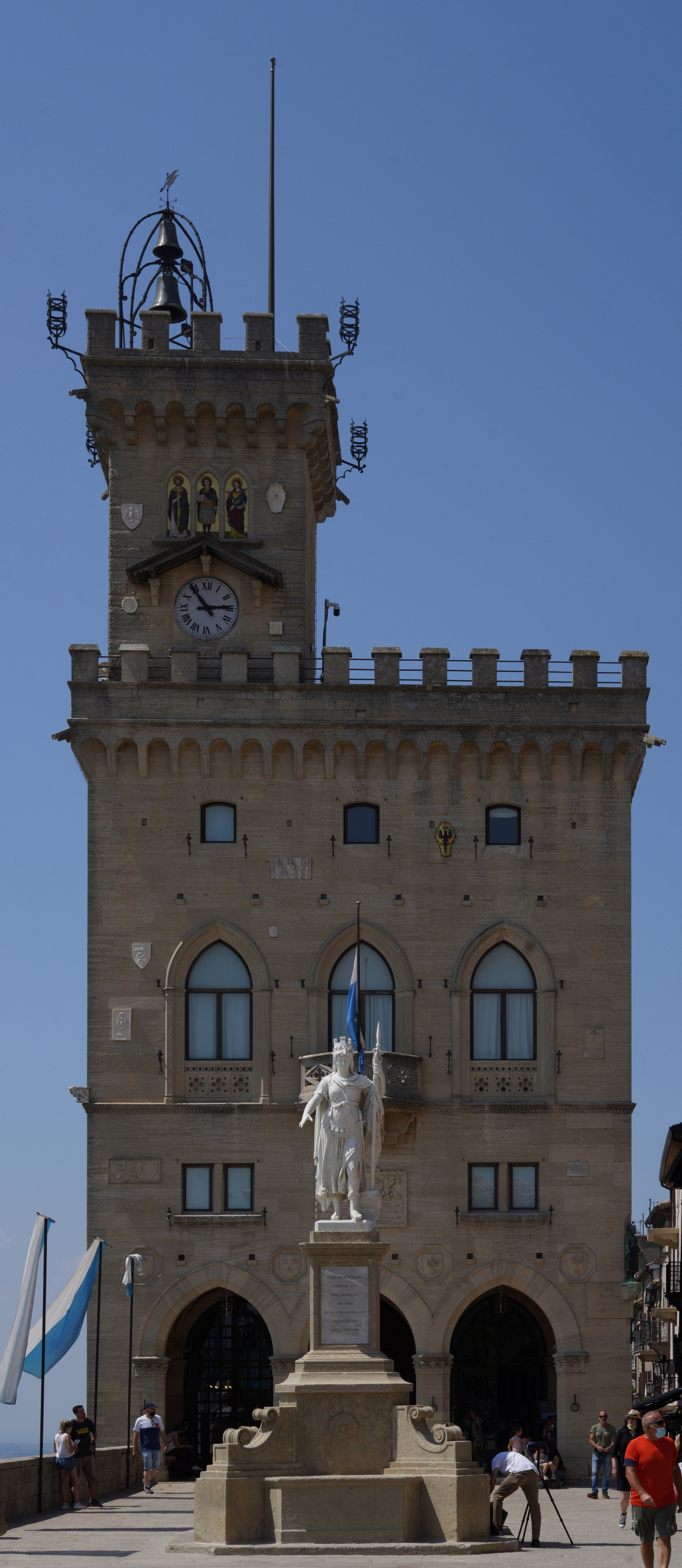
Der Palazzo Pubblico in San Marino
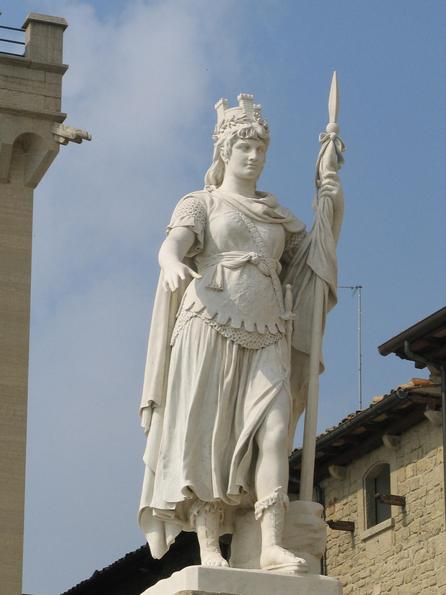
Die Freiheitsstatue; Statua della Libertà
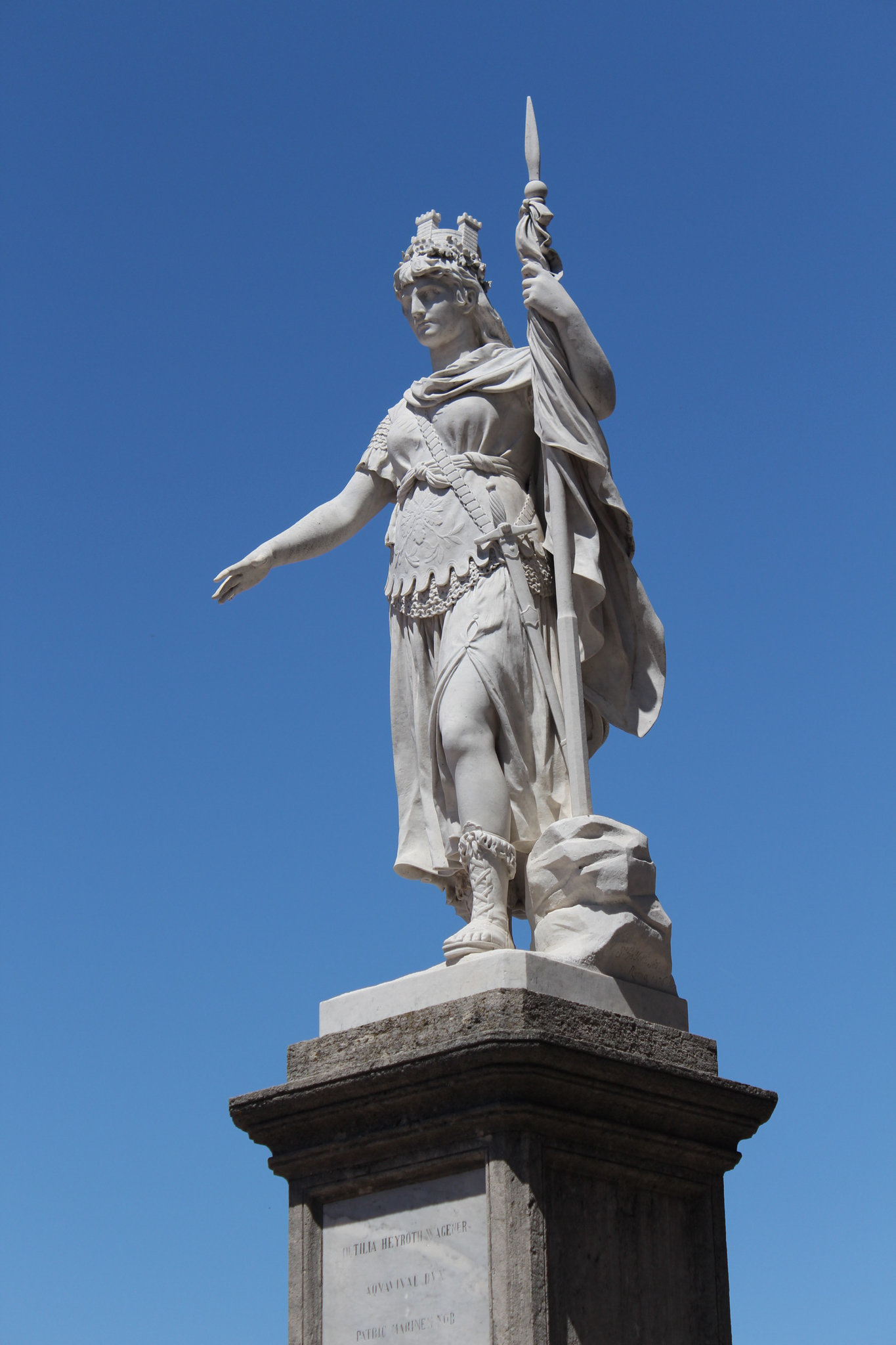
Statua della Libertà
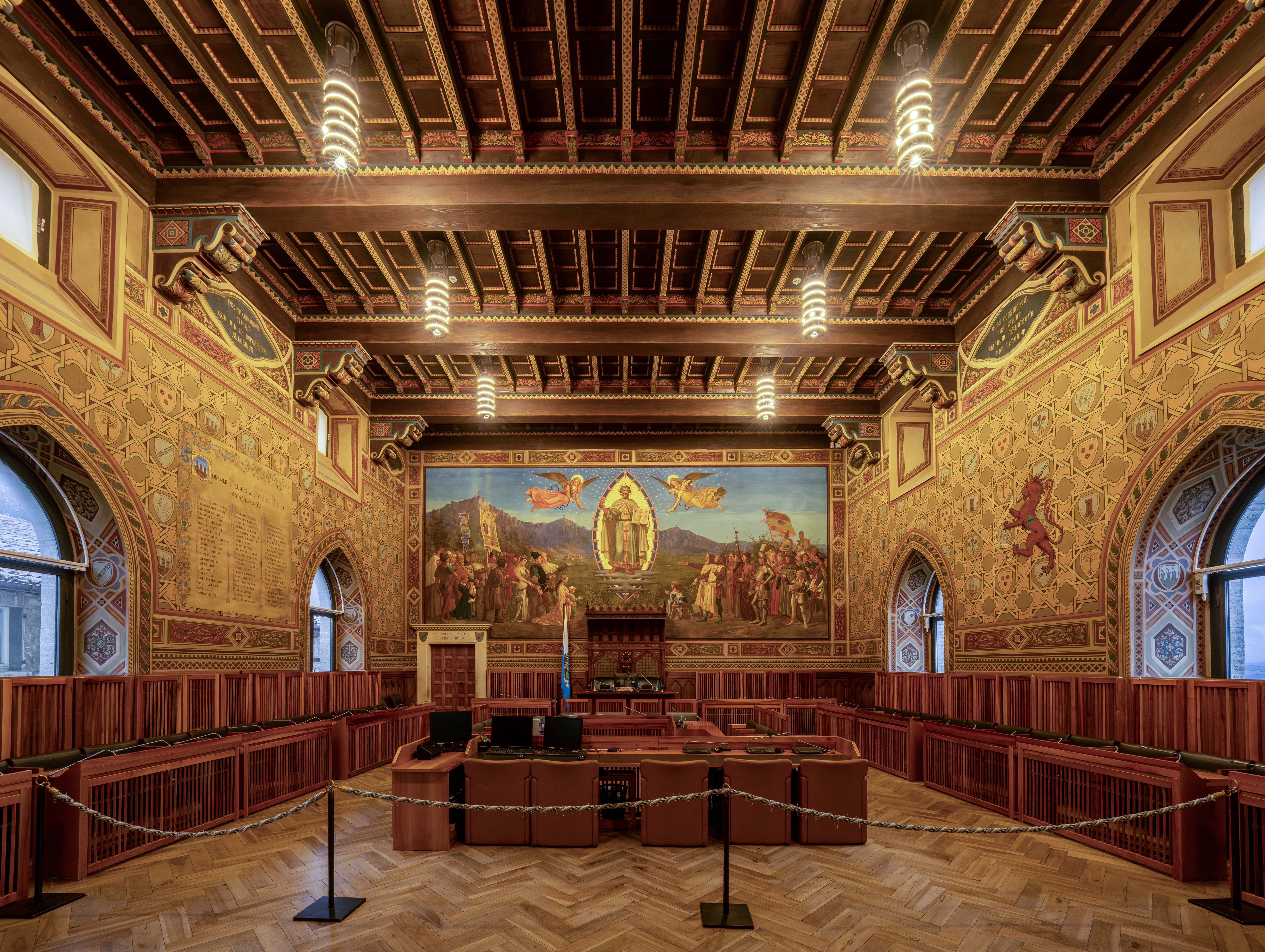
Saal des Consiglio Grande e Generale
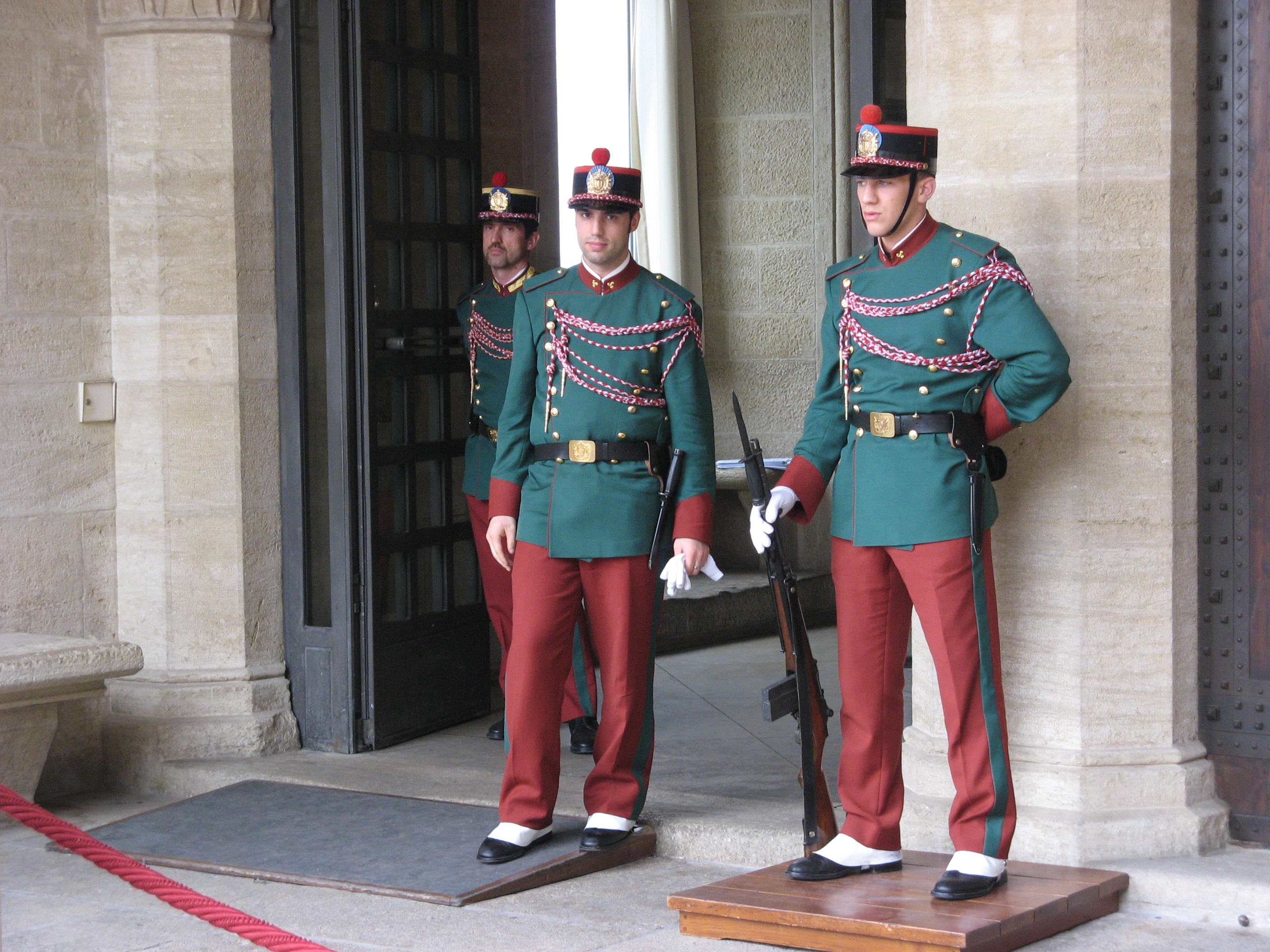
Nationalgarde vor dem Palazzo Pubblico
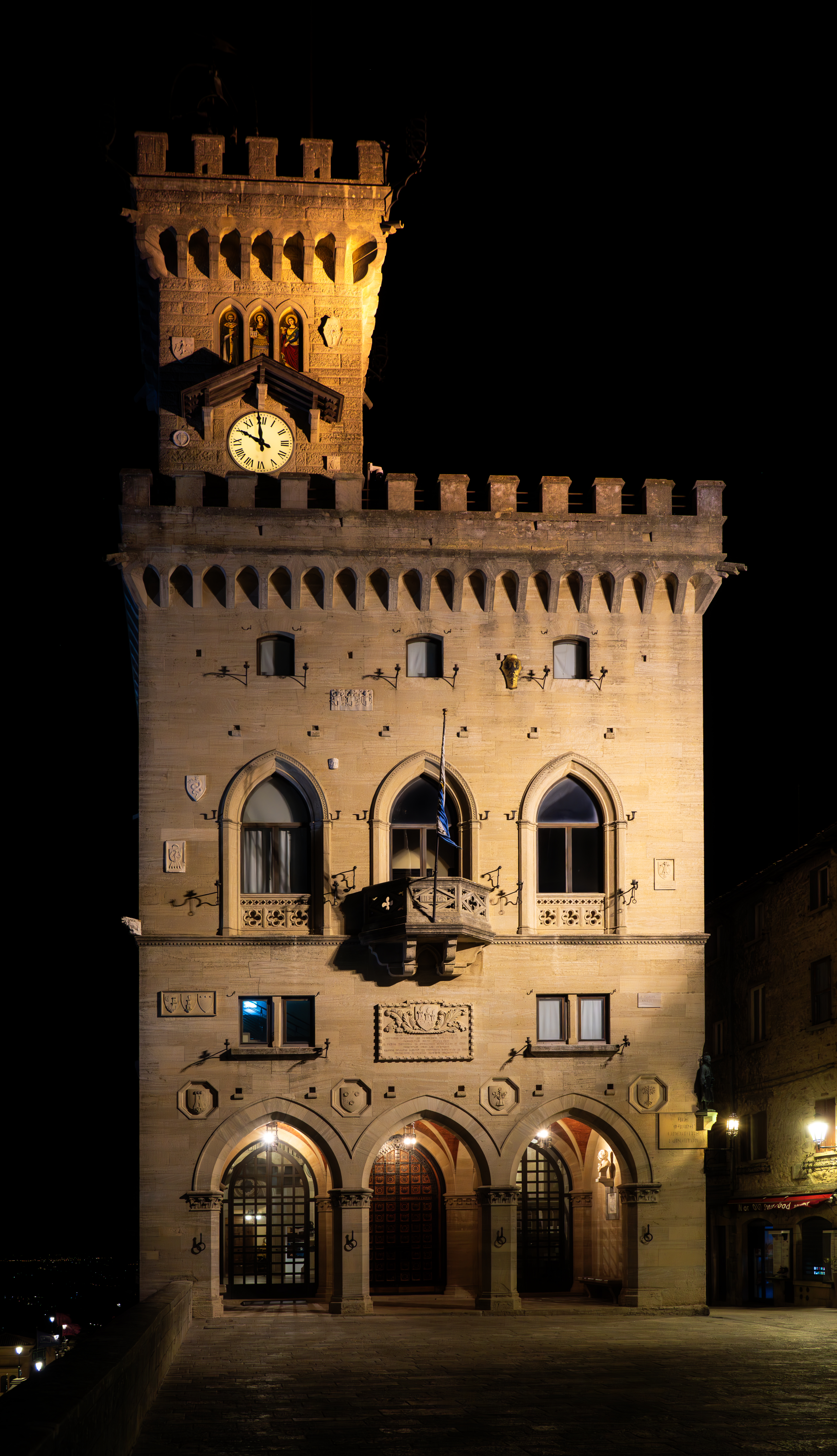
Abendliche Beleuchtung